# Cui i-e frică de Virginia Woolf?
Cui i-e frică de Virginia Woolf? (engleză: Who's Afraid of Virginia Woolf?) este o piesă de teatru în trei acte de Edward Albee. Premiera piesei a avut loc pe 13 octombrie 1962 pe Broadway pe scena Billy Rose Theatre în regia lui Alan Schneider.

## Prezentare
Piesa este formată din trei acte: Jocuri și distracție ("Fun and Games"), Noaptea Valpurgiei ("Walpurgisnacht") și Expulzarea diavolului ("The Exorcism").
Un cuplu de cincizeci de ani se atacă reciproc în permanență în fața unui cuplu tânăr.
Martha, la cincizeci de ani, fiica marelui șef al universității, este căsătorită de mai bine de douăzeci de ani cu George, un profesor de istorie. Este o femeie înaltă, solidă, încă frumoasă, dar de o frumusețe alterată și cu un temperament violent uneori. El, mai tânăr, încărunțit, are o inteligență formidabilă care devine îngrijorătoare pe parcursul actelor.
În urma unei recepții oferite de tatăl Marthei, Nick, un tânăr profesor de biologie, oportunist, parvenit și însuflețit de trucuri simple, dar eficiente, este invitat la Martha și George acasă, să bea un pahar, alături de tânăra lui soție Honey, angelică, prostuță și adesea în pragul isteriei, visătoare și evanescentă, de fapt, doar un mic monstru uscat.
Între George și Martha izbucnește o scenă domestică de violență surdă: de-a lungul piesei este o dezvăluire delirantă a adevărurilor și minciunilor care va afecta tânărul cuplu. După ce Nick și Honey pleacă, gazdele se confruntă din nou cu singurătatea lor.

## Personaje
- George : Bărbat de vârstă mijlocie (puțin peste 40 de ani), predă istorie la Universitatea din New Cathage. Este amărât, umilit în căsnicia lui, iar cariera lui este mediocră.
- Martha : casnică de 52 de ani, violentă, beată, nemulțumită. Este fiica cancelarului Universității New Carthage. Ea își tachinează constant soțul despre eșecul lui.
- Nick : profesor de biologie la universitate, 28 de ani, fost sportiv. Om cu interes egoist.
- Honey : soția lui Nick, o fată prostuță de 26 de ani. Bea mult coniac , ceea ce îi face adesea rău.

## Titlul piesei
Titlul piesei include numele romancierei engleze Virginia Woolf și se referă la un cântec cunoscut în lumea vorbitoare de limbă engleză, care se aude în desenul animat Cei trei purceluși (1933) al lui Walt Disney („Who’s afraid of the big bad wolf?” – Who’s afraid of the big, evil wolf?). Personajele redau acest cântec ușor alterat, se poate concluziona că cineva l-a cântat la petrecerea în grădină a universității: „Cui îi este frică de Virginia Woolf?”
Albee a explicat că titlul ar putea fi interpretat ca întrebarea: "Cui ii e frică să trăiască o viață fără iluzii?"

## Ecranizări
- 1966 - Cui i-e frică de Virginia Woolf?, regia Mike Nichols, cu Richard Burton ca George și Elizabeth Taylor ca Martha.[2]